# 朱榮先
朱榮先，贵州清鎮人，清末政治人物、進士出身。
光緒二十四年（1898年）戊戌科進士，三甲一百八十六名，同年五月，著交吏部掣签分发各省，以知县即用。后官四川知縣。